# Tallowroe
Die kleine Megalithanlage von Tallowroe liegt südwestlich von Athenry im Townland Tallowroe (irisch An Talamh Rua, „die rote Erde“) und ist auf der OS-Karte als Dolmen und Steinkreis eingezeichnet. Sie liegt südlich des River Clarin an der Westseite von erhöhtem Buschland im County Galway in Irland. 
Es gibt keine Hinweise auf einen Cairn oder Tumulus. Die vermutlich ein Boulder Burial darstellende, Nordwest-Südost orientierte Anlage besteht aus einem unrunden Deckstein mit einer Länge von 1,8 m, 1,5 m Breite und 0,4 m Dicke, der in einer Höhe von 0,25 m über dem gegenwärtigen Boden auf jeder Seite von einem einzigen Felsbrocken getragen wird. 
Zwei große Orthostaten aus einem möglichen Steinkreis befinden sich 10 m südwestlich.